# Bishop Airlock
Bishop Airlock är en amerikansk trycksatt modul på den internationella rymdstationen, ISS. Modulens uppgift är att fungera som luftsluss för utrustning och experiment. Det är även möjligt att montera experiment på utsidan av modulen.

## Anslutningar
Bishop är ansluten på babord sida av förbindelsemodulen Tranquility. Porten är av typen Common Berthing Mechanism.

## Dimensioner och vikt
Bishop är 1,8 meter hög, har en diameter på 2 meter och väger ungefär 1 ton.

## Uppskjutning
Bishop sköts upp i december 2020, av SpaceX CRS-21 och installerades av Canadarm2 den 19 december 2020.